# Cockatoo Island (Australia Occidentale)
Cockatoo Island è una delle isole dell'arcipelago Buccaneer; è situata al largo della costa nord dell'Australia Occidentale, nelle acque dell'oceano Indiano, a nord della città di Derby. Appartiene alla Local government area della Contea di Derby-West Kimberley, nella regione di Kimberley.
Cockatoo island ha una superficie di 6,08 km². Si trova nella parte nord-est dell'arcipelago tra Irvine Island e Koolan Island.

## Storia
Sull'isola sono avvenute estrazioni di minerali ferrosi da parte della BHP Billiton (come sulla vicina Koolan Island) dal 1951 al 1984. Nel 1952 l'isola contava 250 abitanti. Cockatoo Island è ora di proprietà della società mineraria Pluton Resources, di Perth.